# Devils of Darkness
Devils of Darkness és una pel·lícula de terror britànica de 1965 dirigida per Lance Comfort i protagonitzada per William Sylvester, Hubert Noël i Carole Gray.
Va ser l'últim llargmetratge dirigit per Lance Comfort.

## Trama
Un grup de vampirs i adoradors satànics liderats pel comte Sinistre busquen noves víctimes en una petita ciutat de la Bretanya habitada per gitanos. Baxter està de vacances amb un grup d'amics a la ciutat. El comte Sinistre torna per terroritzar la gent del poble a la nit de difunts i assassina tres dels amics de Baxter. Baxter, inicialment escèptic de la naturalesa sobrenatural de la ciutat, sospita i torna a Bretanya amb un talismà de Sinistre tret de l'escena d'un dels assassinats. Sinistre persegueix en Baxter en un intent de recuperar el talismà i assassina els coneguts de Baxter pel camí.

## Repartiment
- William Sylvester – Paul Baxter
- Hubert Noël – Comte Sinistre
- Carole Gray – Tania
- Tracy Reed – Karen Steele
- Diana Decker – Madeleine Braun
- Rona Anderson – Anne Forest
- Peter Illing – Inspector Malin
- Gerard Heinz – Bouvier – the Hotel Manager
- Brian Oulton – El Coronel
- Walter Brown – Bruno
- Eddie Byrne – Dr. Robert Kelsey
- Victor Brooks – Inspector Hardwick
- Marie Burke – Vella gitana
- Marianne Stone – La duquesa
- Avril Angers – Midge

## Recepció
L'autor i crític de cinema Leonard Maltin va premiar la pel·lícula amb dues de quatre estrelles, qualificant-la d'"Intel·ligent, amb un gran ús del color, però plana, lenta i, en definitiva, trivial."